# Glypta faceta
Glypta faceta là một loài tò vò trong họ Ichneumonidae.